# 赫尔洪得站
赫尔洪得站是位于内蒙古自治区陈巴尔虎旗赫尔洪德村的一个铁路车站，邮政编码21022。车站建于1901年，有滨洲铁路经过该站，设有4条股道，现办理客运业务。车站距离哈尔滨站844公里，隶属哈尔滨铁路局，是四等站。
本站至陵丘区间于2007年8月20日实现复线化，11月底至嵯岗区间实现复线化。